# C-Raf
پروتئین کیناز سرین/ترئونین پروتو-آنکوژن RAF proto-oncogene serine/threonine-protein kinase (انگلیسی: C-Raf) که با نام‌های «پروتو-آنکوژن c-RAF» یا به‌اختصار «c-Raf» و حتی «Raf-1» هم شناخته می‌شود، یک آنزیم است که در انسان توسط ژن «RAF1» کُد می‌شود. این آنزیم بخشی از مسیر «پیام‌دهی MAPK/ERK» است و پایین‌دستِ زیرگروهِ Ras از جی‌تی‌پی‌آزهای وابسته‌به غشاء عمل می‌کند.
آنزیم c-Raf یکی از اعضای خانوادهٔ RAF کیناز از پروتئین کینازهای اختصاصی سرین/ترئونین است.
ژن «RAF1» بر روی کروموزوم ۳ واقع است. با آنکه پروتئین c-Raf در شرایط آزمایشگاهی قابلیت جهش به یک آنکوژن (ژن سرطان‌زا) را داشته و حتی در چند نوع تومور انسانی هم مشاهده شده، اما همتای دیگرش «BRAF» نقش مهمتری در ایجاد سرطان در انسان ایفا می‌کند.

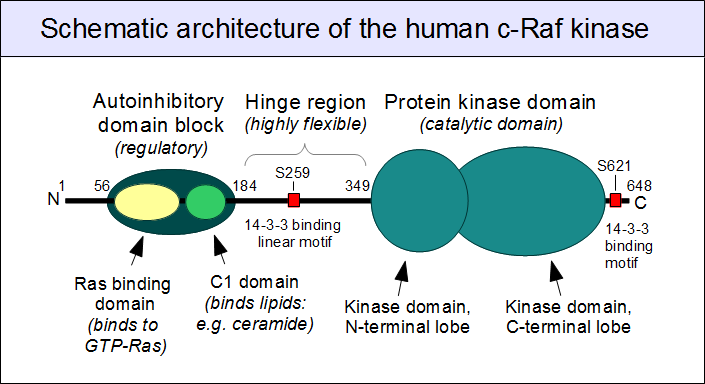
تصویر شماتیکی از ساختار c-Raf انسانی